# Schottenring

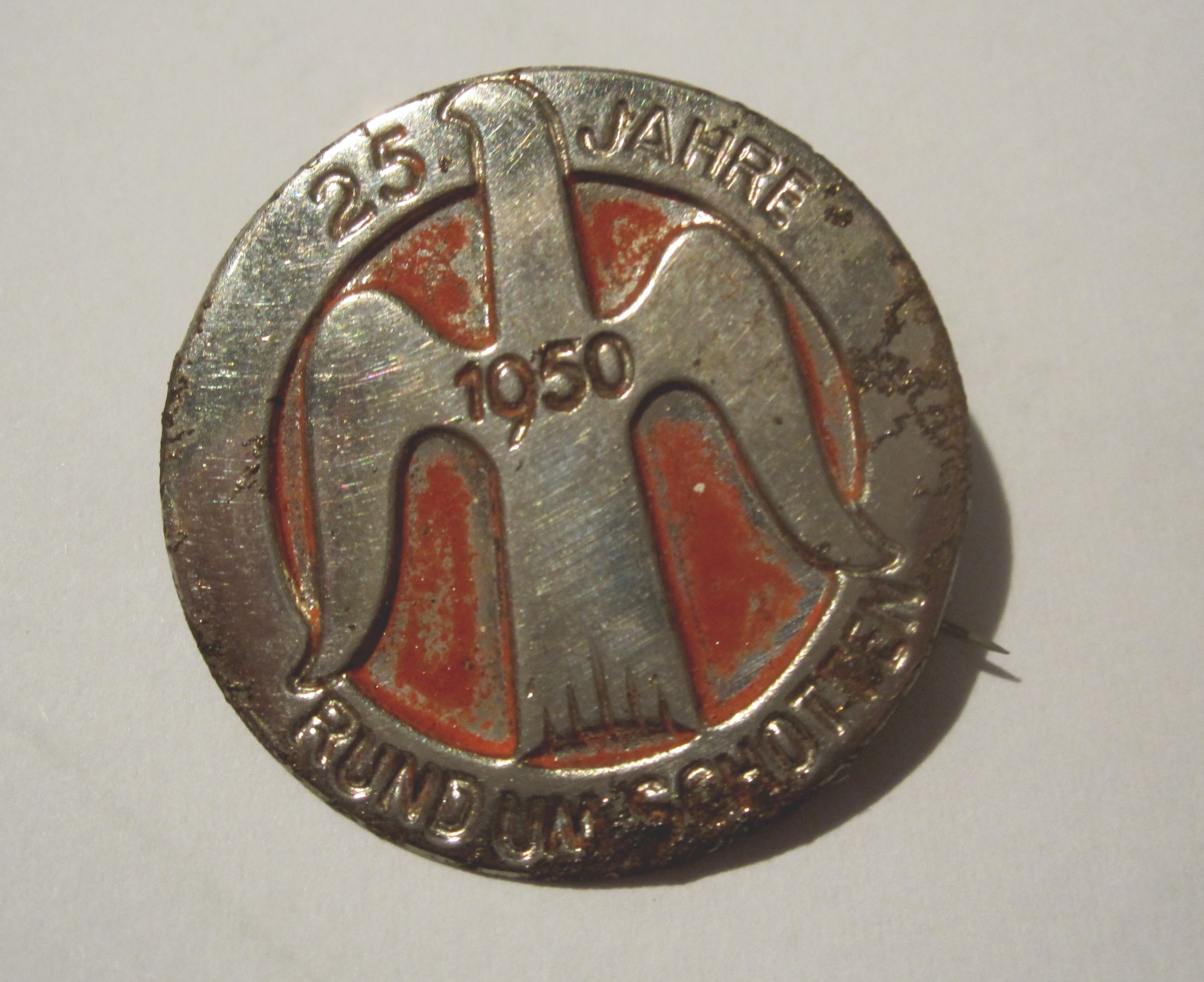
Anstecknadel 25 Jahre Rund um Schotten

Der Schottenring war, neben dem Nürburgring, dem Schleizer Dreieck, der Solitude, dem Sachsenring und der AVUS, eine der ältesten Motorsport-Rennstrecken Deutschlands. Der Name Schottenring leitet sich von dem nahegelegenen Ort Schotten, gelegen zwischen Fulda und Gießen, ab.

## Geschichte
Am 22. Juli 1925 wurde der Vogelsberger Automobil- und Motorradclub gegründet, der die Bahn am 12. September 1925 mit dem ersten Motorradrennen Rund um Schotten eröffnete. Der Verlauf der 16,080 km langen, vom damaligen Clubvorsitzenden F. W. Engler festgelegten Rundstrecke, die aus öffentlichen Landstraßen bestand und den Vorzug gegenüber einer zuvor geplanten 60 km langen Variante bekam, führte die Teilnehmer von Schotten über Rudingshain und Götzen wieder zurück nach Schotten. Der in den ersten Jahren entgegen dem Uhrzeigersinn befahrene Kurs bestand in den Anfangsjahren noch zu einem überwiegenden Teil aus Schotterwegen, die im Bereich des Niddatals vor Rudingshain bis 1932 teilweise nur eine Breite von 3 m aufwiesen. Erst zwischen 1934 und 1935 wurden größere Teile der Strecke als Betonstraße ausgebaut, weswegen in diesen beiden Jahren der Rennbetrieb ruhte. Bis 1937 wurden auf der Strecke Rennen zur Deutschen Motorrad-Straßenmeisterschaft veranstaltet. 1938 fand erstmals auch ein Sportwagen-Rennen statt. Ab 1938 änderte sich auch die Fahrtrichtung – der Kurs wurde nun im Uhrzeigersinn befahren. Für das letzte Rennen vor der Kriegspause 1939 verbreiterte man weitere Streckenabschnitte und überhöhte einige Kurven.
In den Kriegsjahren verstummten aber auch hier die Motoren und erst ab 1947 fanden wieder Rennen Rund um Schotten statt. Dabei waren bis 1950 auch weiterhin Läufe für Renn- und Sportwagen Teil des Programms. Den Höhepunkt seiner sportlichen Bedeutung erreichte der Schottenring im Jahr 1953, als hier der Große Preis von Deutschland für Motorräder ausgetragen wurde, der zur Motorrad-Weltmeisterschaft zählte. Im Vorfeld dieses Laufes wurden die letzten Streckenabschnitte auf die seinerzeit für WM-Strecken vorgeschriebene Mindestbreite von 5 m ausgebaut. Trotz eines Fahrerstreiks gegen den schwierigen und gefährlichen Straßenkurs wurden die kleinen Klassen als Weltmeisterschaftsläufe ausgetragen.
Den ewigen Rundenrekord erzielte Walter Zeller auf seinem BMW-Motorrad bei Rund um Schotten am 10. Juli 1955 mit 134,1 km/h. Dies war die letzte geschwindigkeitsorientierte Motorgroßveranstaltung am Schottenring.
Nach 1955 kam es nach dem schrecklichen Unfall beim 24-Stunden-Rennen von Le Mans nur noch zu einigen kleineren Veranstaltungen am Schottenring, 1956 kam dann das endgültige Aus für den Rennbetrieb auf der Strecke.
1968 wurde der Rundkurs im Rahmen von Straßenzuverlässigkeitsfahrten wiederbelebt. Diese wurden bis 1973 jährlich durchgeführt. Ein tödlicher Unfall in diesem Jahr bedeutete allerdings das endgültige Ende von Motorsport-Veranstaltungen auf dem historischen Rundkurs.

## Heutiger Zustand

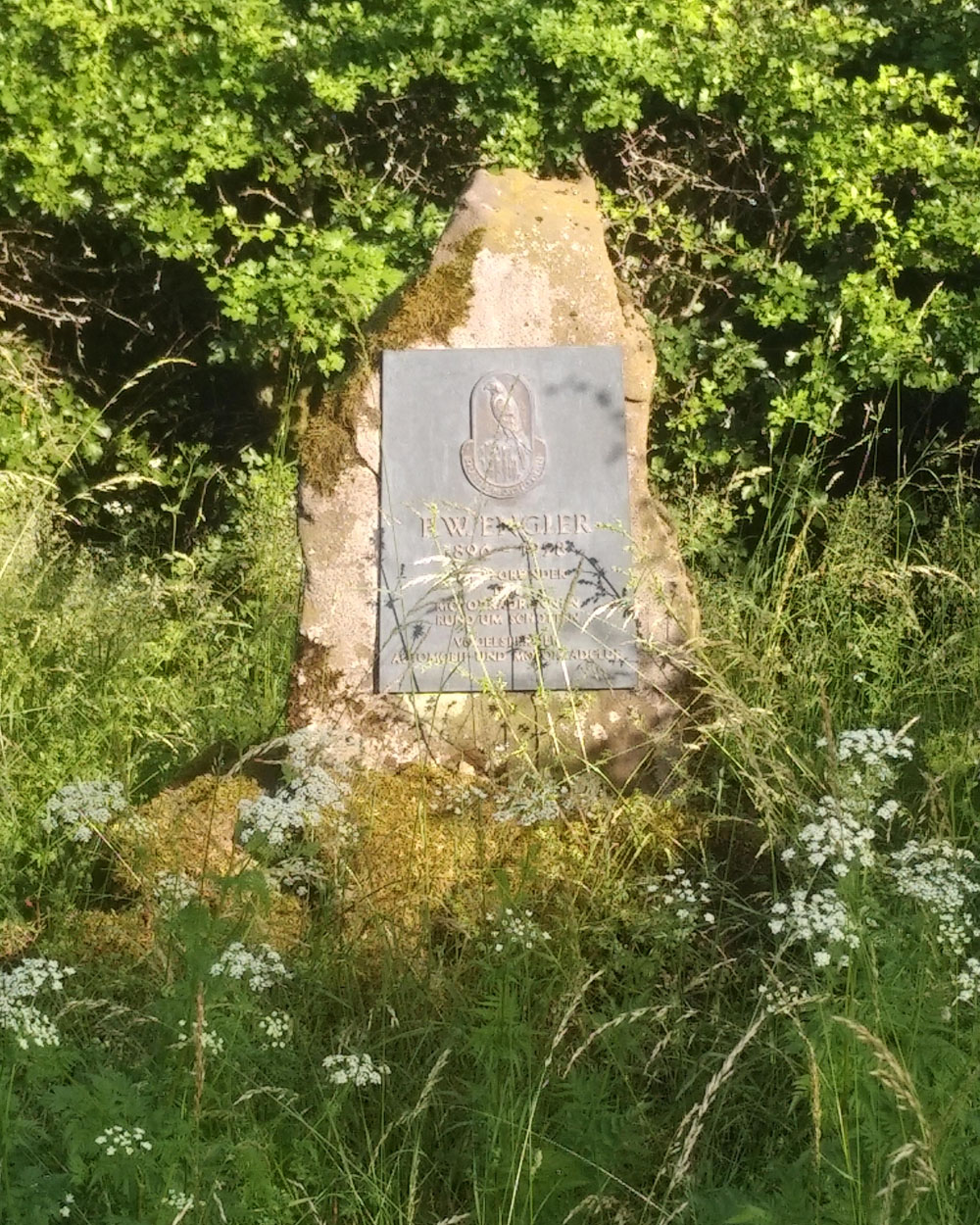
Englerstein – Denkmal für den Gründer des Schottenrings

Auch heute noch existiert das Gros des historischen Rundkurses als öffentlich befahrbare Straße. Ausgehend vom Ort Schotten bilden die durch das obere Niddatal verlaufende Vogelsbergstraße (L3291) und die Straße Am Walpertshof (L3139) den alten historischen Schottenring ab. Lediglich der etwa 200 m lange Abschnitt der alten Originalstrecke zwischen der L3291 und der L3139 zwischen dem Ausgang der ehemaligen Karussel-Kurve und Poppenstruth ist nicht für den Straßenverkehr freigegeben, sondern wird lediglich als Forstweg und bei den vereinzelt stattfindenden Berg-Rennveranstaltungen benutzt.
Am Westende des Kurses existiert die alte Straßenführung zwischen der alten Stadtkurve und dem Laubacher Kreuz nach dem Umbau der B276 nicht mehr. Am Ostende des Kurses existiert die Kurve „Karussell“ nicht mehr.
Der Start-Ziel-Bereich lag in etwa auf Höhe des heutigen Vogelpark Schotten. Die seinerzeit existierende Tribüne sowie das mobile Start- und Zielhaus gibt es jedoch nicht mehr. Etwa 200 m unterhalb in Richtung Schotten ist die nach dem Zweiten Weltkrieg gebaute Unterführung ins damalige Fahrerlager noch vorhanden.

## Schottenring-Motodrom
Schon vor dem Bau des Hockenheimrings sollte der Schottenring zu einer „richtigen“ Automobil-Rennstrecke, die sogar Formel-1-tauglich sein sollte, ausgebaut werden. Die Planungen sahen im Bereich zwischen Götzen und Rudingshain ein im Niddatal gelegenes, 250.000 Zuschauerplätze umfassendes Motodrom mit drei separierbaren und parallel betreibbaren Abschnitten, 40 Boxen und einer kumulierten Streckenlänge von 6,3 km bei einer Streckenbreite von 12 bis 18 m vor. Die Strecke hätte 6 Streckenvarianten umfasst und beim geplanten Streckenverlauf ein größtes Gefälle von 7 % und eine größte Steigung von 15 % aufgewiesen. Für die Anreise der Zuschauer waren bis zu 80.000 Parkplätze kalkuliert worden.
Als potentielle Veranstaltungen wurden in einer Präsentation unter anderem die Formel 1, Interserie-Sportwagen, Langstreckenrennen von 6h, 24h, 36h und 1000 km Distanz, Motorrad-GP-Läufe sowie diverse andere Motorsport-Disziplinen genannt.
Zur Vorbereitung wurden ein landesplanerisches Gutachten und ein Wirtschaftsprüfer-Gutachten erstellt die das Projekt gemeinsam als aussichtsreich erachteten. Den Betrieb sollte eine geplante "Schottenring Betriebsgesellschaft mbH & Co KG" übernehmen. Als Kosten wurde vom federführenden ADAC Hessen eine Summe von 20 Millionen DM kalkuliert. Die Planungen wurden Mitte der 1970er Jahre wegen einer Finanzierungslücke von vier Millionen DM und Umweltschutzbedenken aufgegeben.

## Bergrennen
Ab 1983 werden auf einem Teilstück des ehemaligen Rundkurses Bergrennen abgehalten. Dafür wird der entgegen dem Uhrzeigersinn befahrene Streckenabschnitt hinter Rudingshain mit den Abschnitten „Winkler-Kurve“, „Serpentine“, „Karussel“ bis zum „Ludwigsbrunnen“ benutzt. Die 2019 zuletzt benutzte Variante weist eine Streckenlänge von 3.033 m und eine Höhendifferenz von etwa 150 m auf. Als Fahrerlager wird bei den Veranstaltungen, die erstmals von 1968 bis 1983 15 Mal und dann von 2003 bis 2019 16 Mal stattfanden, der gesamte Ort Rudingshain genutzt.
Der aktuelle Streckenrekord wurde 2018 vom Österreicher Herbert Pregartner auf einem Porsche 911 GT2 R mit einer Zeit von 1.16,113 min aufgestellt.

## Neuer Stadtkurs

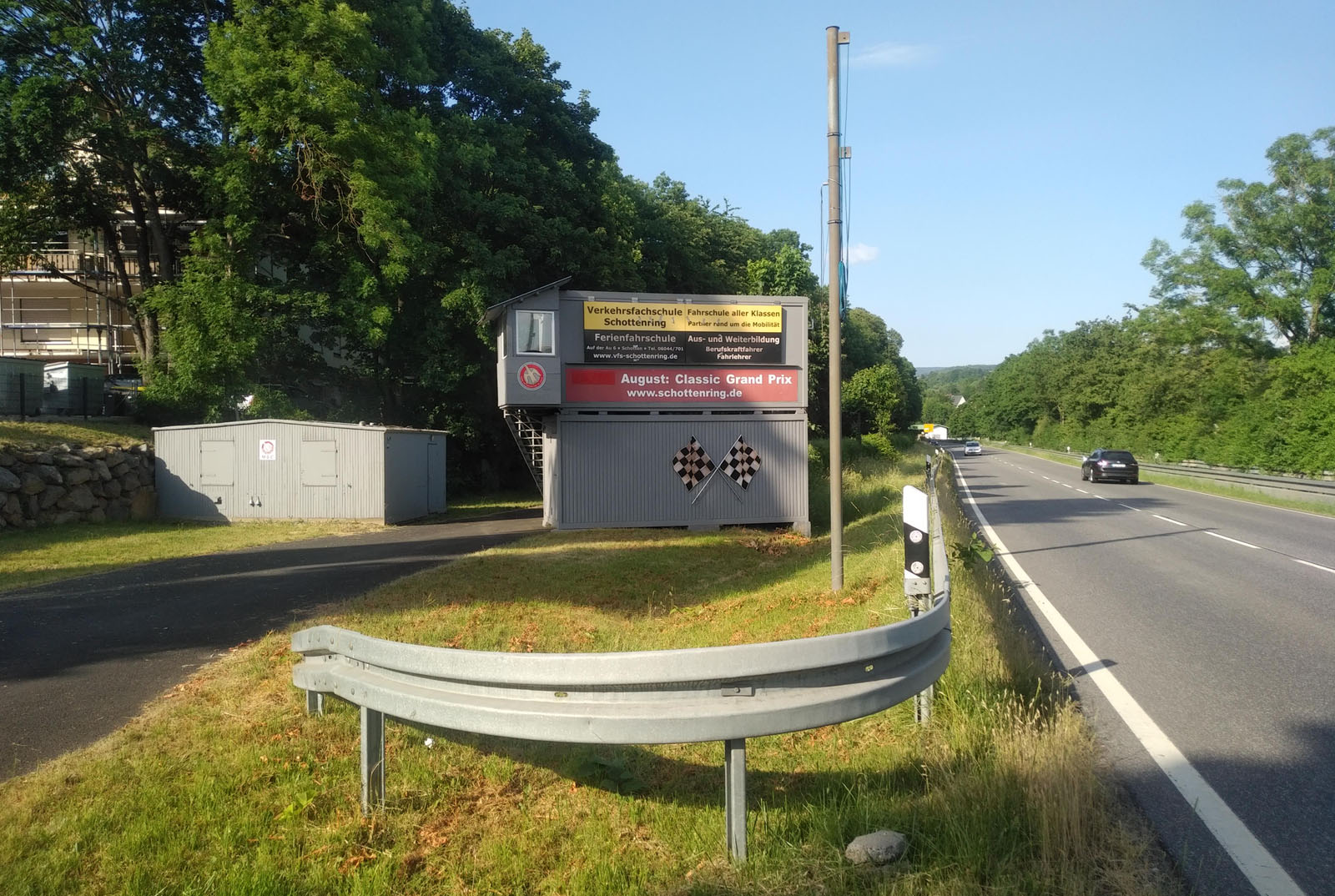
Startbereich des neuen Stadtkurses – Blick in Fahrtrichtung

Seit 1989 finden historische Grand-Prix-Läufe auf einem 1,4 km langen Innenstadtkurs von Schotten statt, die an die große Vergangenheit dieser Rennstrecke erinnern. Bis 2019 wurde die Veranstaltung 31 mal durchgeführt. Im Rahmen dieser Veranstaltungen wurden schwerpunktmäßig Zweirad- und Seitenwagen-Läufe, aber vereinzelt auch Läufe für historische Formel 3 oder Sportwagenfahrzeuge ausgetragen. Bedingt durch die Gegebenheiten des Stadtkurses werden dabei keine Rennläufe, sondern vorrangig Präsentationsläufe oder Gleichmäßigkeitsfahrten durchgeführt. Die Strecke wird dabei im Uhrzeigersinn befahren.
Das Vereinsheim des MSC Schotten befindet sich unmittelbar an der Stadtstrecke gegenüber dem alten Bahnhofsgebäude.